# Cicindela lemniscata
Cicindela lemniscata är en skalbaggsart som beskrevs av Leconte 1854. Cicindela lemniscata ingår i släktet Cicindela och familjen jordlöpare.

## Underarter
Arten delas in i följande underarter:
- C. l. lemniscata
- C. l. rebaptisata